# Fedor von Wuthenau
Fedor von Wuthenau (* 26. November 1859 in Großpaschleben; † 16. Juni 1917 in Brüssel) war ein deutscher Rittergutsbesitzer und Hofbeamter.

## Herkunft
Seine Eltern waren der Besitzer des Ritterguts Großpaschleben Fedor Detloff von Wuthenau (* 22. März 1821; † 23. Januar 1894) und dessen erster Ehefrau Elise von Kotze (* 19. September 1825; † 6. November 1888). Nach dem Tod seiner ersten Frau heiratete der Vater 1890 in Baden-Baden Florentine Christiane Bertha von Troschke (* 24. Dezember 1848).

## Leben
Nach dem Besuch des Gymnasiums in Zerbst studierte er an der Universität Jena, Landwirtschaftlichen Hochschule Bonn-Poppelsdorf und Friedrichs-Universität Halle Landwirtschaft. In Jena schloss er sich dem Corps Thuringia, schied jedoch noch als Fuchs aus und wurde 1880 in Bonn Mitglied des Corps Borussia. Nach dem Studium wurde er Herr auf Waldau im Landkreis Bunzlau. Von Wuthenau war Amtsvorsteher, Kreistagsabgeordneter, Schul- und Kirchenpatron sowie Kammerherr. Er war verheiratet mit Luise Freiin von Bodenhausen. Der Landrat Bodo von Bodenhausen war sein Schwager. Aus der Ehe gingen zwei Söhne und eine Tochter hervor:
- Elisabeth Anna Marie Agnes (* 26. April 1887; † 12. November 1963) ⚭ 1919 Max Freiherr von Müller (1885–1947)
- Fedor Heinrich Bodo Detloff (* 20. August 1888; † 21. April 1945), Oberst und Wehrbezirkskommandeur von Bitterfeld

⚭ 1920 Maria-Theresia von Helldorff (1896–1925), drei Kinder
⚭ 1941 Luise Nickisch von Rosenegk (1883–1969)
- Hans-Detloff Kraft Hilmar (* 19. Juni 1890; † 1. März 1965), Oberst a. D. ⚭ 1919   Maria Luise (Marl) von Heyden (1896–1969), drei Kinder